# Адам Фіні
Адам Фіні (англ. Adam Feeney; нар. 7 березня 1985) — колишній австралійський тенісист.
Найвищу одиночну позицію світового рейтингу — 248 місце досяг 10 вересня 2007, парну — 100 місце — 28 квітня 2008 року.
Найвищим досягненням на турнірах Великого шолома було 3 коло в парному розряді.
Завершив кар'єру 2013 року.

## Фінали за кар'єру

### Одиночний розряд: 2 (6–9)
| Легенда (одиночний розряд)                  |
| ------------------------------------------- |
| Великий Шлем (0–0)                          |
| Фінали Світового туру ATP (0–0)             |
| Серія Мастерс 1000 Світового Туру ATP (0–0) |
| Серія 500 Світового туру ATP (0–0)          |
| Серія 250 Світового туру ATP (0–0)          |
| Тур ATP Челленджер (0–0)                    |
| Тур ITF Ф'ючерс (6–9)                       |

| Результат | Ранг | Дата       | Турнір                               | Покриття | Суперник                | Рахунок            |
| --------- | ---- | ---------- | ------------------------------------ | -------- | ----------------------- | ------------------ |
| Поразка   | 1.   | 2006–03-20 | Австралія F4, Bairnsdale, Австралія  | Ґрунт    | Константінос Ікономідіс | 3–6, 2–6           |
| Перемога  | 2.   | 2006–08-07 | США F21, WI, США                     | Тверде   | Кевін Андерсон          | 6–3, 6–7(2–7), 6–1 |
| Поразка   | 3.   | 2006–09-04 | Австралія F7, Австралія              | Тверде   | Роб Стеклі              | 5–7, 3–6           |
| Перемога  | 4.   | 2006–09-25 | Австралія F9, Австралія              | Тверде   | Майлз Армстронґ         | 6–3, 6–3           |
| Перемога  | 5.   | 2007–07–30 | Велика Британія F13, Велика Британія | Трава    | Деніел Кінґ-Тернер      | 6–4, 6–4           |
| Поразка   | 6.   | 2007–08-06 | Велика Британія F14, Велика Британія | Тверде   | Роберт Смітс            | 4–6, 6–4, 4–6      |
| Поразка   | 7.   | 2008-03-10 | Австралія F3, Австралія              | Тверде   | Колін Ебелтіт           | 4–6, 2–6           |
| Поразка   | 8.   | 2008-12-01 | Австралія F12, Австралія             | Тверде   | Марінко Матосевич       | 3–6, 6–7(4–7)      |
| Поразка   | 9.   | 2009-03-09 | Нова Зеландія F1, Нова Зеландія      | Тверде   | Раміз Джунейд           | 3–6, 3–6           |
| Поразка   | 10.  | 2012-09-10 | Австралія F7, Австралія              | Тверде   | Алекс Болт              | 7–5, 3–6, 1–6      |
| Поразка   | 11.  | 2012-09-17 | Австралія F8, Австралія              | Тверде   | Метт Рейд               | 3–6, 6–3, 3–6      |
| Перемога  | 12.  | 2012-10-01 | Австралія F9, Австралія              | Тверде   | Алекс Болт              | 3–6, 7–6(7–2), 6–2 |
| Поразка   | 13.  | 2012-10-08 | Австралія F10, Австралія             | Тверде   | Майкл Вінус             | 3–6, 6–3, 3–6      |
| Перемога  | 14.  | 2013-06–03 | Таїланд F3, Таїланд                  | Тверде   | Пручя Ісаро             | 6–4, 6–1           |
| Перемога  | 15.  | 2013-09-09 | Австралія F6, Австралія              | Тверде   | Ендрю Віттінгтон        | 7–6(8–6), 6–4      |